# Splanchnocrâne
- Bleu: Vomer (1)
- Jaune: Maxillaire (2)
- Violet: Mandibule (1)
- Rose: Os nasal (2)
- Rouge: Os palatin (2)
- Bleu clair: Os lacrymal (2)
- Vert foncé: Os zygomatique (2)
- Vert clair: Cornet nasal inférieur (2)

Le splanchnocrâne (ou crâne facial) forme avec le neurocrâne, le crâne. 
Pour l'embryon, le splanchnocrâne (ou viscérocrâne) est la partie de son crâne dont dérive le squelette de la face.

## Structure

### Crâne facial
Il est constitué d'un massif osseux d'origine cartilagineuse fixé à la partie inférieure du crâne cérébral.
Chez l'être humain, le splanchnocrâne est généralement considéré comme comprenant les quatorze (14) os suivants :
- deux os nasaux
- deux os lacrymaux
- deux os palatin
- deux cornets nasaux inférieurs
- un vomer
- deux os maxillaires
- deux os zygomatiques
- une mandibule.

### Viscérocrâne
Le viscérocrâne est constitué de paires d'arc branchiaux, reliés au niveau ventral. Au cours de l'évolution ces arcs se transforment. Le premier arc branchial donnera l'arc mandibulaire, le second l'arc hyoïde. Les cinq arcs suivants s'associeront au deuxième arc.
Il se forme au cours de la cinquième semaine de vie embryonnaire avec les deux premiers arcs branchiaux. Les premiers points d'ossification apparaissent à la fin du quatrième mois.